# Ramesh Balsekar
Ramesh S. Balsekar (25 de mayo de 1917 - 27 de septiembre de 2009) fue maestro espiritual, escritor y discípulo del gran sabio indio Sri Nisargadatta Maharaj, un renombrado maestro de advaita. Desde la primera infancia, Balsekar se sintió atraído por advaita, una enseñanza no dual, particularmente las enseñanzas de Ramana Maharshi y Wei Wu Wei. Escribió más de veinte libros, fue presidente del Banco de India y recibió invitados a diario en su casa en Mumbai hasta poco antes de su muerte.

## Enseñanzas
Balsekar fue un maestro de la tradición del No-dualismo Advaita Vedanta. Su enseñanza comienza con la idea de una Fuente última, Brahman (divinidad impersonal hinduista), de la cual surge la creación. Una vez que la creación ha surgido, el mundo y la vida operan mecánicamente de acuerdo tanto con las leyes divinas como con las naturales. Si bien las personas creen que en realidad están haciendo cosas y tomando decisiones, el libre albedrío es de hecho una ilusión. Todo lo que sucede es causado por esta única fuente, y la identidad real de esta fuente es la Conciencia pura, que es incapaz de elegir o hacer. Esta falsa identidad que gira en torno a la idea de que «Yo soy el cuerpo» o «Yo soy el hacedor» evita que uno vea que su identidad real es la Conciencia libre.
Al igual que otros maestros de Vedanta, Balsekar dice que si bien la creación y el Creador parecen ser diferentes y separados, en realidad son las dos caras de la misma moneda. Él enseñó que la vida es un acontecimiento, pero no hay un hacedor de vida individual. Entre sus alumnos más notables se encuentran Dorje Khandro, exdiscípulo de Chögyam Trungpa, y Roger Castillo.

## Libros
- De la Conciencia a la Conciencia (1997), ISBN 9789686733266
- Habla la Consciencia (2004), ISBN 9788472455740
- La Sabiduria de Balsekar: La Esencia de la Iluminación,Expuesta por uno de los Principales Maestros del Vedanta Advaita (2005), ISBN 9788486797911
- El Buscador es lo Buscado: Las Enseñanzas Esenciales de Sri Nisargadatta Maharaj (2005), ISBN 9788484451259
- La Busqueda (2006), ISBN 9788493472573
- ¡A Quien le Importa! (2006), ISBN 9788493472580
- Un Dueto de Uno (2006), ISBN 9788493472542
- El del Espejo (2006), ISBN 9788493472559
- Deja que la Vida Fluya (2007), ISBN 9788493472566
- Pecado y Culpa: Fantasmas de la Mente (2010), ISBN 9788493565954
- Advaita, Buda y la Totalidad (2010), ISBN 9788493565992